# Saint-Yrieix-sous-Aixe
Saint-Yrieix-sous-Aixe (tiếng Occitan: Sent Iriès d'Aissa) là một xã của tỉnh Haute-Vienne, thuộc vùng Nouvelle-Aquitaine, miền trung nước Pháp.